# Claude Denis
Claude Denis est un ingénieur fontainier français, né en 1596 à Troyes et mort le 27 septembre 1680 à Buc. Il fut responsable des fontaines et eaux de Versailles.

## Biographie
Peu d'informations existent concernant les origines et formation de Claude Denis. Il acquit rapidement une notoriété en tant qu'ingénieur hydraulicien, puisqu'il propose un projet au maire et échevins de la ville, en 1647. Ce projet a pour but d'acheminer l'eau dans la ville, la création de six fontaines, notamment pour limiter les épidémies, mais aussi faciliter la lutte contre les incendies, très courants à cette époque.
Claude Denis est le père de Claude Denis (-1696) qui lui succédera en tant que fontainier du roi.
Il est inhumé le 27 septembre 1680 à Buc dans les Yvelines.

## Premier fontainier du roi
Claude Denis était fontainier du roi sous la responsabilité de Denis Jolly et de la famille Francine, créateurs des Eaux de Versailles.
En 1670, Denis Jolly fut accusé par Charles Perrault, contrôleur général de la surintendance des bâtiments du roi, de fraude sur les fournitures de plomb pour Versailles. Il aurait falsifié les notes des comptes. Il fut renvoyé et Claude Denis prit sa place, en tant que contrôleur des fontaines de Versailles, le 16 octobre de la même année.
Le service des fontaines était divisé en deux parties : le château pour la première et le Trianon pour la deuxième. Claude Denis était à la direction des fontaines du château, et le restera jusqu'à sa mort. Il avait à sa charge deux compagnons plombiers et trois garçons fontainiers, nommés par le surintendant. En 1688, son équipe passe à six compagnons fontainiers et deux garçons fontainiers. Son fils dirigeait les fontaines du Trianon, avec 2 garçons fontainiers, avant de lui succéder. 
Les missions étaient diverses, il devait s'assurer du bon fonctionnement des pompes et conduites hydrauliques de l'étang de Clagny, la source principale des eaux du jardin à cette époque. Il devait vérifier et faire nettoyer le niveau de l'eau dans les réservoirs. Durant l'hiver, il avait à charge d'empêcher la formation de glace dans les réservoirs et dans les bassins des fontaines. Lété, il devait veiller à l'approvisionnement des glacières. Lors des visites du roi, il assurait la gestion des fontaines.
Il était le directeur du réseau hydraulique du château de Versailles.
Claude Denis avait de grandes responsabilités. Son savoir-faire et son expertise lui gagna la confiance du roi et lui permit d'assurer sa succession avec sa propre descendance. 
En 1676 il écrit, en vers, à l'intention du roi Louis XIV une description des grottes, rochers et fontaines du château de Versailles :

« Au bout de cette allée, on voit une chose admirable :

Dans un bassin fort grand, un dragon effroyable

Qui frappant et des pieds et des ailes fait peur,

Jetant un bouillon d'eau d'une telle hauteur,

Qu'on dirait à le voir qu'il va percer les nues,

Et surprendre du ciel toutes les avenues [...] »

— Claude Denis, Explication de touttes les grottes, rochers et fontaines du chasteau royal de Versailles, maison du soleil et de la menagerie, en vers heroïque

## Publications
- Description d'une machine hydraulique faite dans la ville de Troyes en Champagne par Claude Denis ingénieur et fontainier du roi, présenté au conseil municipales de Troyes, publié en 1647, dans Recueil de pièces, manuscrites et imprimées, du règne de Louis XIII, et du commencement du règne de Louis XIV ; mélanges historiques, politiques, littéraires, artistiques et scientifiques, p. 224-226 [lire en ligne]
- Explication de toutes les grottes, rochers et fontaines du château royal de Versailles, maison du soleil et de la ménagerie, en vers héroïque, par C. DENIS, précédée d'une épître dédicatoire au roi Louis XIV, présentée en 1676 et éditée entre 1701 et 1800.[lire en ligne]